# Bertrand de Rosmadec
Bertrand de Rosmadec est un ecclésiastique breton qui fut évêque de Cornouaille de 1416 à 1444.

## Biographie
Bertrand de Rosmadec appartient à l'illustre famille des Rosmadec, il est le fils de Guillaume II et de Marguerite du Chastel. Après la mort de Gatien de Monceaux, le duc Jean V de Bretagne recommande au suffrage du chapitre de chanoines de Quimper, Jean le Danteuc maître en théologie puis avec insistance une seconde fois le 17 novembre 1416. Le chapitre n'en tient pas compte et élit son trésorier Bertrand de Rosmadec qui est également un conseiller du duc. Cette élection est confirmée en février 1417 par l'archevêque de Tours métropolitain des évêchés bretons. Le 26 juillet 1424 il commence les travaux de la nef de la cathédrale de Quimper. Bertrand de Rosmadec résigne son évêché en 1444 en faveur de l'évêque de Dol Alain de Lespervez en contrepartie d'une pension de 400 livres sur la mense épiscopale de Quimper et d'une égale sur celle de Dol. Il meurt le 7 février 1445, et est inhumé dans la chapelle qui porte son nom dans sa cathédrale.

## Héraldique
Les armoiries de la famille de Rosmadec sont : palé d'argent et d'azur de six pièces.